# Edwin Méndez
Edwin Méndez (n. Eloy Alfaro, Ecuador; 9 de mayo de 1993) es un futbolista ecuatoriano. Juega de centrocampista y su equipo actual es Búhos ULVR de la Serie B de Ecuador.

## Trayectoria

### Inicios
Empezó su carrera futbolística en el equipo petrolero en el año 2011, se formó e hizo las formativas en su ciudad natal y en el Esmeraldas Petrolero, la sub-14, la sub-16, la sub-18 y la sub-20 en 2011. Tuvo un paso por el Valle del Chota de la Serie B en el equipo principal.

### Aucas
Al finalizar el préstamo fichó por Cuniburo Fútbol Club en condición de libre y posteriormente fue traspasado a Sociedad Deportiva Aucas de la ciudad de Quito, donde poco a poco fue ganando un lugar en el equipo titular, con el equipo auquista logró el título de campeón y ascenso en la temporada 2014, previamente en 2012 también fue campeón y ascendió a Serie B con el equipo oriental, siendo campeón provincial también, fue ratificado para jugar en la Serie A para el 2015, a mediados de ese año dejó el equipo.
Bajo el mando de Juan Ramón Silva tuvo su debut en el primer equipo en la máxima categoría del fútbol ecuatoriano el 8 de febrero de 2015, en el partido de la fecha 2 de la primera etapa 2015 ante Liga Deportiva Universitaria, entró al cambio por Omar Andrade en el minuto 63 en aquel partido que terminó en empate 1-1. Marcó su primer gol en torneos nacionales el 9 de junio de 2013 en la fecha 17 del torneo, convirtió el tercer gol con el que Auacs venció a Imbabura Sporting Club como local por 3-0.

### Liga de Portoviejo
En julio de 2015 llegó a Liga de Portoviejo,

### América de Quito
En marzo de 2016 el Club Deportivo América se hace con sus servicios, ahí fue campeón de la Segunda Categoría Nacional y logró el ascenso a la Serie B.

### Olmedo
A mitad del 2016 firma con el Centro Deportivo Olmedo de la ciudad de Riobamba.

### Mushuc Runa
Desde 2017 hasta julio de 2019 disputó varios partidos con Mushuc Runa Sporting Club, con el equipo del ponchito en la campaña 2018 consiguió el campeonato y consecuente ascenso a la Primera División.
A merced del título 2018 y derrotar a Aucas en el repechaje por Copa Sudamericana, tuvo su primera experiencia internacional, estuvo en la delegación y en la banca de suplentes en el partido de la primera fase de la Copa Sudamericana 2019 ante Unión Española de Chile.

### Técnico Universitario
En la mitad de la temporada 2019 fichó por Técnico Universitario para disputar de la LigaPro Banco Pichincha, además de algunos partidos de la Copa Ecuador.

## Estadísticas

### Clubes
Actualizado al último partido disputado el 27 de octubre de 2023.
| Club                            | Temporada     | Liga  | Liga  | Copas nacionales | Copas nacionales | Copas internacionales | Copas internacionales | Total | Total |
| Club                            | Temporada     | Part. | Goles | Part.            | Goles            | Part.                 | Goles                 | Part. | Goles |
| ------------------------------- | ------------- | ----- | ----- | ---------------- | ---------------- | --------------------- | --------------------- | ----- | ----- |
| Valle del Chota · Ecuador       | 2011          | 27    | 1     | —                | —                | —                     | —                     | 27    | 1     |
| Valle del Chota · Ecuador       | Total         | 27    | 1     | 0                | 0                | 0                     | 0                     | 27    | 1     |
| Aucas · Ecuador                 | 2012          | 36    | 1     | —                | —                | —                     | —                     | 36    | 1     |
| Aucas · Ecuador                 | 2013          | 32    | 2     | —                | —                | —                     | —                     | 32    | 2     |
| Aucas · Ecuador                 | 2014          | 40    | 4     | —                | —                | —                     | —                     | 40    | 4     |
| Aucas · Ecuador                 | 2015          | 12    | 2     | —                | —                | —                     | —                     | 12    | 2     |
| Aucas · Ecuador                 | Total         | 120   | 9     | 0                | 0                | 0                     | 0                     | 120   | 9     |
| Liga de Portoviejo · Ecuador    | 2015          | 3     | 0     | —                | —                | —                     | —                     | 3     | 0     |
| Liga de Portoviejo · Ecuador    | Total         | 3     | 0     | 0                | 0                | 0                     | 0                     | 3     | 0     |
| América de Quito · Ecuador      | 2016          | 12    | 2     | —                | —                | —                     | —                     | 12    | 2     |
| América de Quito · Ecuador      | Total         | 12    | 2     | 0                | 0                | 0                     | 0                     | 12    | 2     |
| Olmedo · Ecuador                | 2016          | 18    | 0     | —                | —                | —                     | —                     | 18    | 0     |
| Olmedo · Ecuador                | Total         | 18    | 0     | 0                | 0                | 0                     | 0                     | 18    | 0     |
| Mushuc Runa · Ecuador           | 2017          | 36    | 1     | —                | —                | —                     | —                     | 36    | 1     |
| Mushuc Runa · Ecuador           | 2018          | 23    | 0     | —                | —                | —                     | —                     | 23    | 0     |
| Mushuc Runa · Ecuador           | 2019          | 4     | 0     | —                | —                | —                     | —                     | 4     | 0     |
| Mushuc Runa · Ecuador           | Total         | 63    | 1     | 0                | 0                | 0                     | 0                     | 63    | 1     |
| Técnico Universitario · Ecuador | 2019          | 5     | 0     | 0                | 0                | —                     | —                     | 5     | 0     |
| Técnico Universitario · Ecuador | 2020          | 25    | 1     | —                | —                | —                     | —                     | 25    | 1     |
| Técnico Universitario · Ecuador | 2021          | 20    | 0     | —                | —                | —                     | —                     | 20    | 0     |
| Técnico Universitario · Ecuador | 2022          | 7     | 0     | 1                | 0                | —                     | —                     | 8     | 0     |
| Técnico Universitario · Ecuador | Total         | 57    | 1     | 1                | 0                | 0                     | 0                     | 58    | 1     |
| Búhos ULVR · Ecuador            | 2023          | 31    | 0     | —                | —                | —                     | —                     | 31    | 0     |
| Búhos ULVR · Ecuador            | Total         | 31    | 0     | 0                | 0                | 0                     | 0                     | 31    | 0     |
| Total carrera                   | Total carrera | 331   | 14    | 1                | 0                | 0                     | 0                     | 332   | 14    |
| 1.                              |               |       |       |                  |                  |                       |                       |       |       |

### Participaciones internacionales
| Torneo                 | Club        | Resultado    |
| ---------------------- | ----------- | ------------ |
| Copa Sudamericana 2019 | Mushuc Runa | Primera fase |

## Palmarés

### Campeonatos provinciales
| Título                         | Club  | País    | Año  |
| ------------------------------ | ----- | ------- | ---- |
| Segunda Categoría de Pichincha | Aucas | Ecuador | 2012 |

### Campeonatos nacionales
| Título                       | Club             | País    | Año  |
| ---------------------------- | ---------------- | ------- | ---- |
| Segunda Categoría de Ecuador | Aucas            | Ecuador | 2012 |
| Serie B de Ecuador           | Aucas            | Ecuador | 2014 |
| Segunda Categoría de Ecuador | América de Quito | Ecuador | 2016 |
| Serie B de Ecuador           | Mushuc Runa      | Ecuador | 2018 |